# سفارت لائوس در لندن
سفارت لائوس در لندن (به انگلیسی: Embassy of Laos) یک سفارت در بریتانیا است که در لندن واقع شده‌است.